# Audifia laevithorax
Audifia laevithorax là một loài nhện trong họ Theridiidae.
Loài này thuộc chi Audifia. Audifia laevithorax được Eugen von Keyserling miêu tả năm 1884.